# Литвиненко Андрій Олександрович
Андрі́й Олекса́ндрович Литвине́нко (нар. 14 серпня 1976, м. Дніпро, Українська РСР — пом. 19 червня 2014, смт Ямпіль, Лиманський район, Донецька область, Україна) — український військовик, десантник, солдат Збройних сил України. Позивний «Козак». Учасник російсько-української війни.

## Життєпис
У 1997—1999 роках служив в Армії оборони Ізраїлю. Мешкав із сім'єю в Новомосковську.
У зв'язку з російською збройною агресією проти України 26 березня 2014 року призваний за частковою мобілізацією як доброволець.
Зарахований на посаду кочегара відділення медичного постачання медроти 25-ї окремої Дніпропетровської повітрянодесантної бригади ВДВ, військова частина А1126, смт Гвардійське.
Брав участь в антитерористичній операції на Сході України. В медроті виконував обов'язки санінструктора, надавав медичну допомогу, виїжджав із бійцями на завдання. У частині його називали Козак за характерний оселедець.

### Обставини загибелі
19 червня о 4:00 почалась військова операція, метою якої було висування в глибину території, знищення укріплень бойовиків в районі смт Ямпіль та звільнення населених пунктів. З Красного Лиману вирушили підрозділи десантників, яким було поставлене завдання взяти штурмом укріплений блокпост «Марс» російсько-терористичних угруповань, провести «зачистку» в передмісті Ямполя, захопити та утримувати ключові точки, зокрема міст через Сіверський Донець. На світанку сили зведеного штурмового загону десантників вийшли виконувати завдання за підтримки артилерії. Медики медроти виїхали з Красного Лиману ближче до місця бою, а Андрій Литвиненко поїхав як санінструктор безпосередньо з бронеколоною десантників. Перший штурм був невдалим, — десантники потрапили у засідку. Терористи пропустили дві машини колони і підірвали на керованому фугасі третю — машину управління «Реостат». В результаті вибуху командир батареї Роман Прищепа дістав поранення у шию, механіку-водію Антону Воленку відірвало руку, старший сержант Максим Коваль дістав осколкові поранення, інші — контузії. Молодший сержант Сергій Калитюк, зробив Ковалю укол і покликав санінструктора. Коли Андрій Литвиненко підійшов і почав надавати допомогу пораненому, почався черговий обстріл. Андрій загинув від кулі снайпера у серце, — куля влучила зі спини між пластинами бронежилета. Загинув і Максим Коваль, а Колитюк дістав кілька кульових поранень. У підбитому з гранатомету КамАЗі зенітників загинув начштабу дивізіону Андрій Клочко і ще один десантник. Було втрачено дві БМД-1. Після півторагодинного бою довелось відступити. На допомогу вилетіла пара Су-25. Перегрупувавшись, поповнивши боєкомплект, десантники знову пішли на штурм. Спільними зусиллями, блокпост був взятий. У бою загинули шість бійців 25-ї бригади: капітан Андрій Клочко, старший прапорщик Юрій Голополосов, прапорщик Микола Люшенко, старший сержант Максим Коваль, молодший сержант Віталій Мосьпан і солдат медроти Андрій Литвиненко, а також двоє десантників 95-ї бригади капітан Олексій Крементар і старший солдат Олексій Шевченко.
Звільнення населених пунктів Лиманського району (на той час — Краснолиманський район) і взяття під контроль мосту дозволило перекрити останній шлях постачання зброї та боєприпасів до угруповання російського терориста Гіркіна («Стрєлка») у Слов'янськ.
23 червня в Новомосковську прощались з двома загиблими десантниками, Андрієм Литвиненком та Юрієм Голополосовим. Поховані поряд на Воронівському кладовищі міста.
Залишилися батьки Ліна Матвіївна та Олександр, дружина Тетяна Антонівна та дві доньки — 12-річна Зоряна та 8-річна Мирослава.

## Нагороди
15 липня 2014 року — за особисту мужність і героїзм, виявлені у захисті державного суверенітету та територіальної цілісності України, відзначений — нагороджений орденом «За мужність» III ступеня (посмертно).

## Вшанування пам'яті
23 серпня 2014-го в Новомосковську відкрито Дошку пам'яті «Вічна слава Героям!», серед вшанованих — і Андрій Литвиненко.
В Новомосковську на будинку, де жив Андрій Литвиненко, за адресою вул. Гетьманська, 40, встановлено меморіальну дошку на його честь.
Рішенням Новомосковської міської ради № 61-р від 19.02.2016 вул. А Луценка в м. Новомосковськ перейменовано на вулицю А. Литвиненка.
19 червня 2016 на перехресті доріг смт Ямпіль — с. Озерне (колишня Іллічівка) — с. Закітне відкрито пам'ятний знак загиблим українським воїнам — визволителям населених пунктів Лиманщини від російсько-терористичних збройних формувань. Серед них імена шістьох полеглих десантників 25-ї бригади.
Рішенням Новомосковської міської ради № 1302 від 24 липня 2020 року присвоєно звання «Почесний громадянин міста Новомосковська» (посмертно).
Вшановується в меморіальному комплексі «Зала пам'яті», в щоденному ранковому церемоніалі 19 червня.